# Большая Гремячая (приток Вильвы)
Больша́я Гремя́чая — река в Пермском крае, правый приток Вильвы. Река равнинного типа, скорость течения — средняя. Протекает по Гремячинскому району. Река дала название городу Гремячинску, который располагается на её берегах. Истоки реки на северной окраине города, устье - на южной. Река имеет ряд безымянных притоков. Высота устья — 143,3 м над уровнем моря. Длина реки — 17 км.  Ширина русла — 5-7 метров.

## Название
Реку Гремячей назвали из-за того, что она «гремела». На реке множество шумных перекатов.

## История
До постройки города Гремячинска, река была полноводнее, чем сегодня. Ширина русла составляла 10-20 м.

## Экология
Народ называет эту реку «Кислоткой», из-за того, что река сильно загрязнена шахтными кислотными водами Кизеловского угольного бассейна. 

## Данные водного реестра
По данным государственного водного реестра России, река относится к Камскому бассейновому округу, водохозяйственный участок реки — Чусовая от в/п пгт. Кын до устья, речной подбассейн реки — Кама до Куйбышевского водохранилища (без бассейнов рек Белой и Вятки) Речной бассейн реки — Кама.
Код объекта в государственном водном реестре — 10010100912111100007369.